# Coosje van Bruggen
Coosje van Bruggen (* 6. Juni 1942 in Groningen; † 10. Januar 2009 in Los Angeles) war eine niederländisch-US-amerikanische Bildhauerin, Kunsthistorikerin und Kunstkritikerin. Sie war künstlerische Partnerin und Ehefrau des Bildhauers Claes Oldenburg.

## Leben und Werk
Nach einem Studium der Kunstgeschichte an der Reichsuniversität Groningen arbeitete van Bruggen von 1967 bis 1971 beim Stedelijk Museum in Amsterdam. Von 1971 bis 1976 hatte sie einen Lehrauftrag der Akademie für Kunst und Industrie Enschede. Seit 1976 arbeitete sie mit Claes Oldenburg zusammen, 1977 heiratete das Paar. 1978 zog van Bruggen nach New York, 1993 wurde sie US-amerikanische Staatsbürgerin.
Zusammen mit Oldenburg entwarf die Künstlerin einige Großskulpturen, so auch die in Frankfurt stehende Inverted Collar and Tie. Seit Beginn der 1980er-Jahre arbeitete van Bruggen als unabhängige Kuratorin und Kunstkritikerin, 1982 war sie Mitglied des Auswahlkomitees der documenta 7. Van Bruggen veröffentlichte Schriften über die Frühwerke Oldenburgs, über das Guggenheim Museum Bilbao und die Arbeiten Bruce Naumans. Die Skulpturen van Bruggens werden der Stilrichtung Pop-Art zugeordnet.
Coosje van Bruggen starb Anfang Januar 2009 in Los Angeles an Brustkrebs.

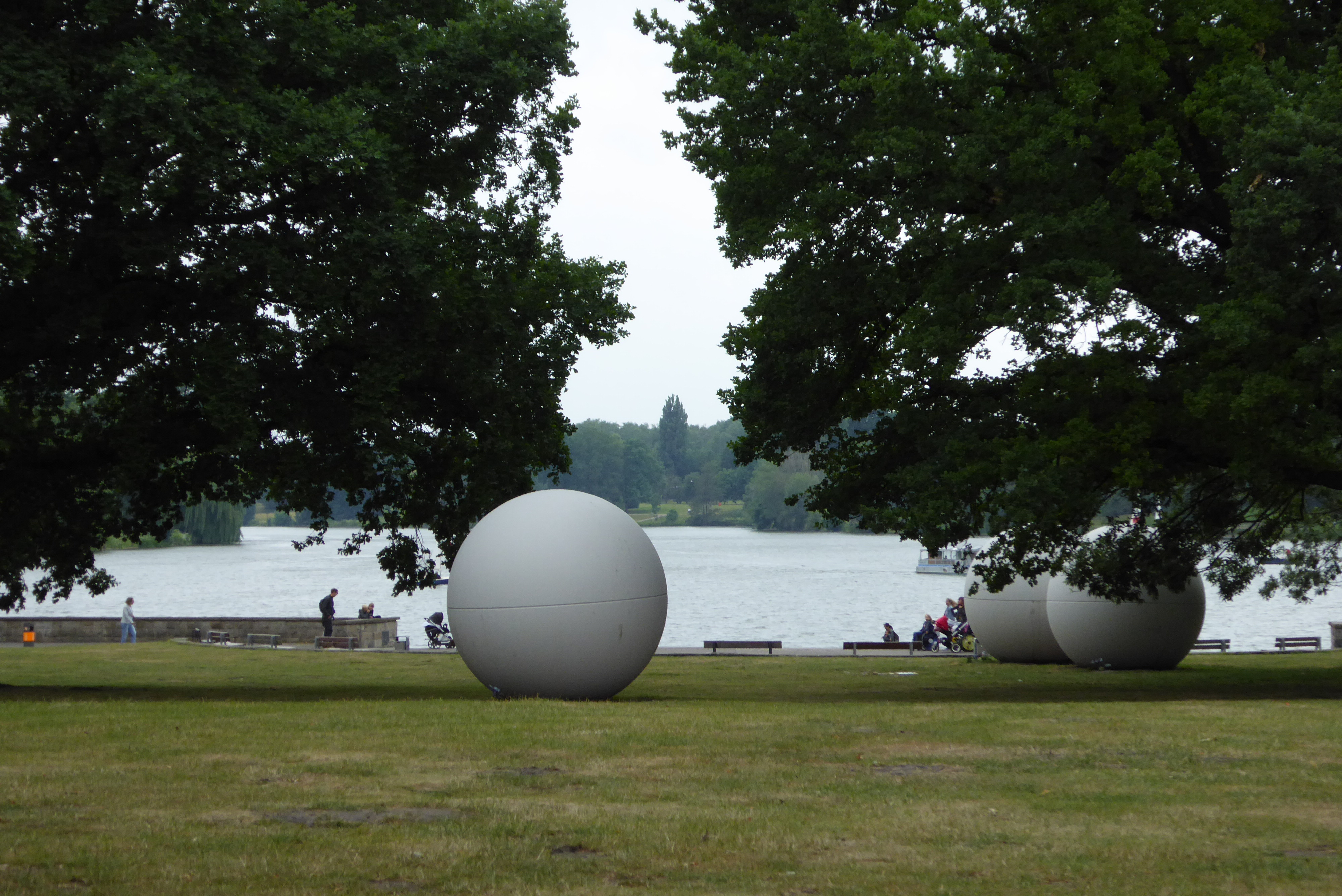
Giant Pool Balls (Münster, 1977)
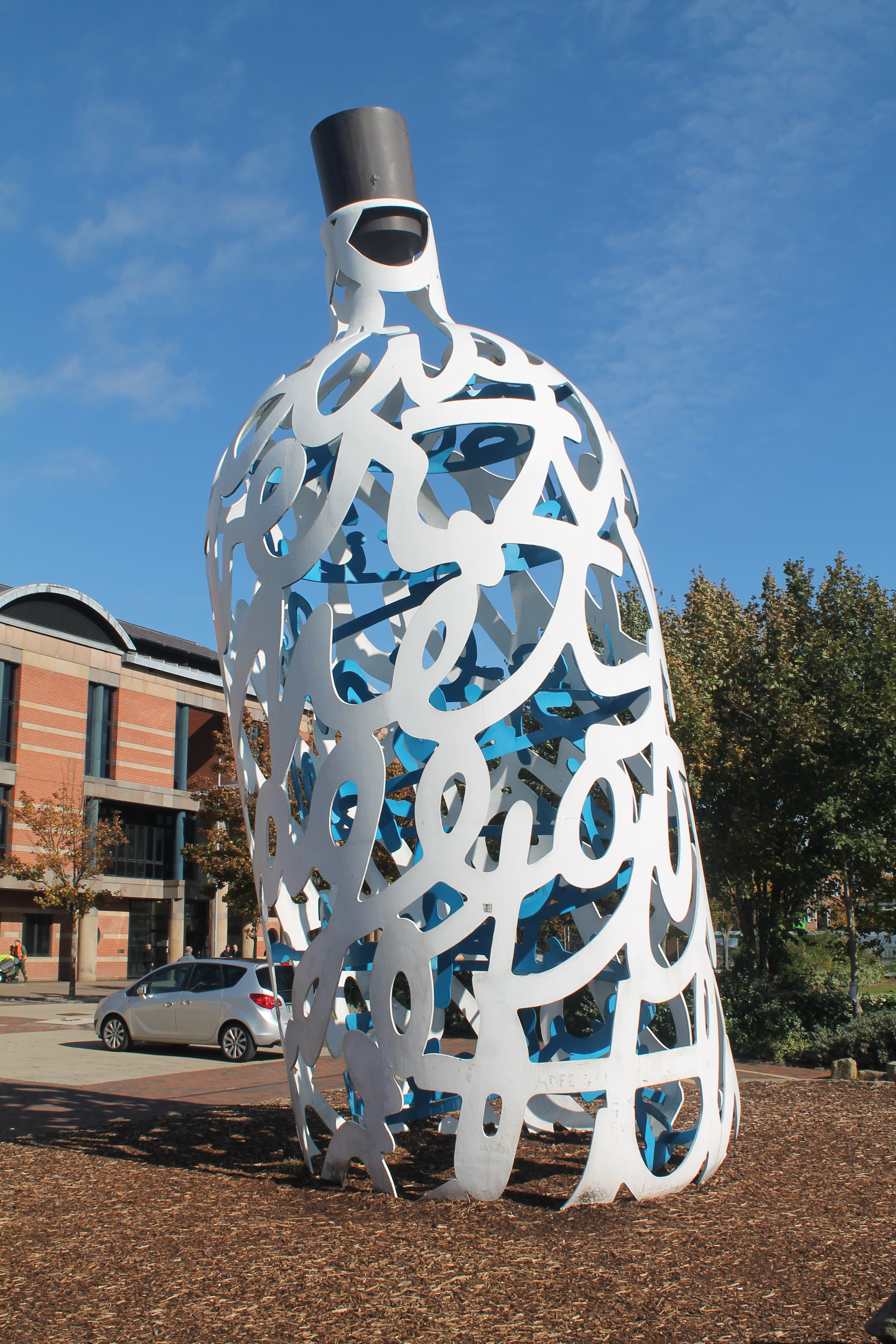
Bottle O'Notes (Middlesbrough)
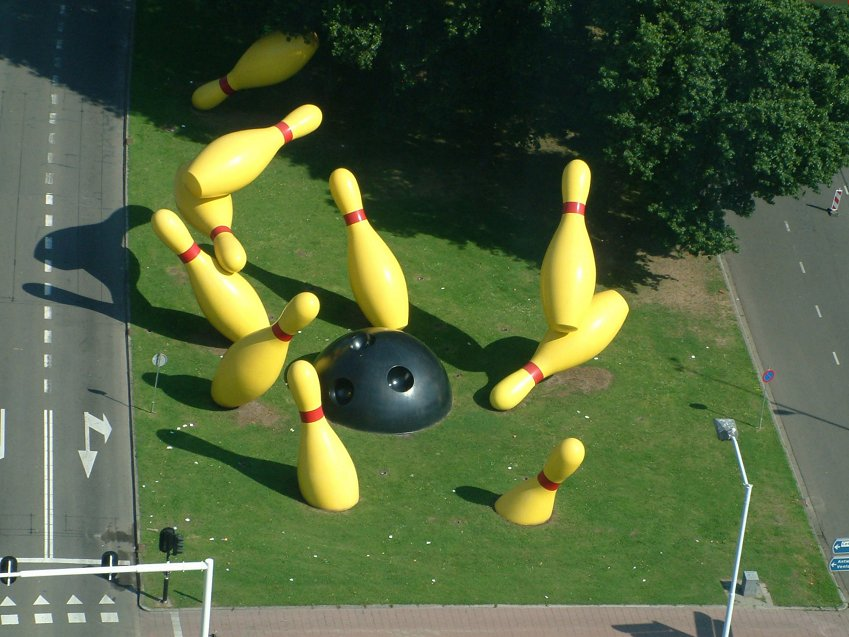
Flying Pins (2000), Eindhoven
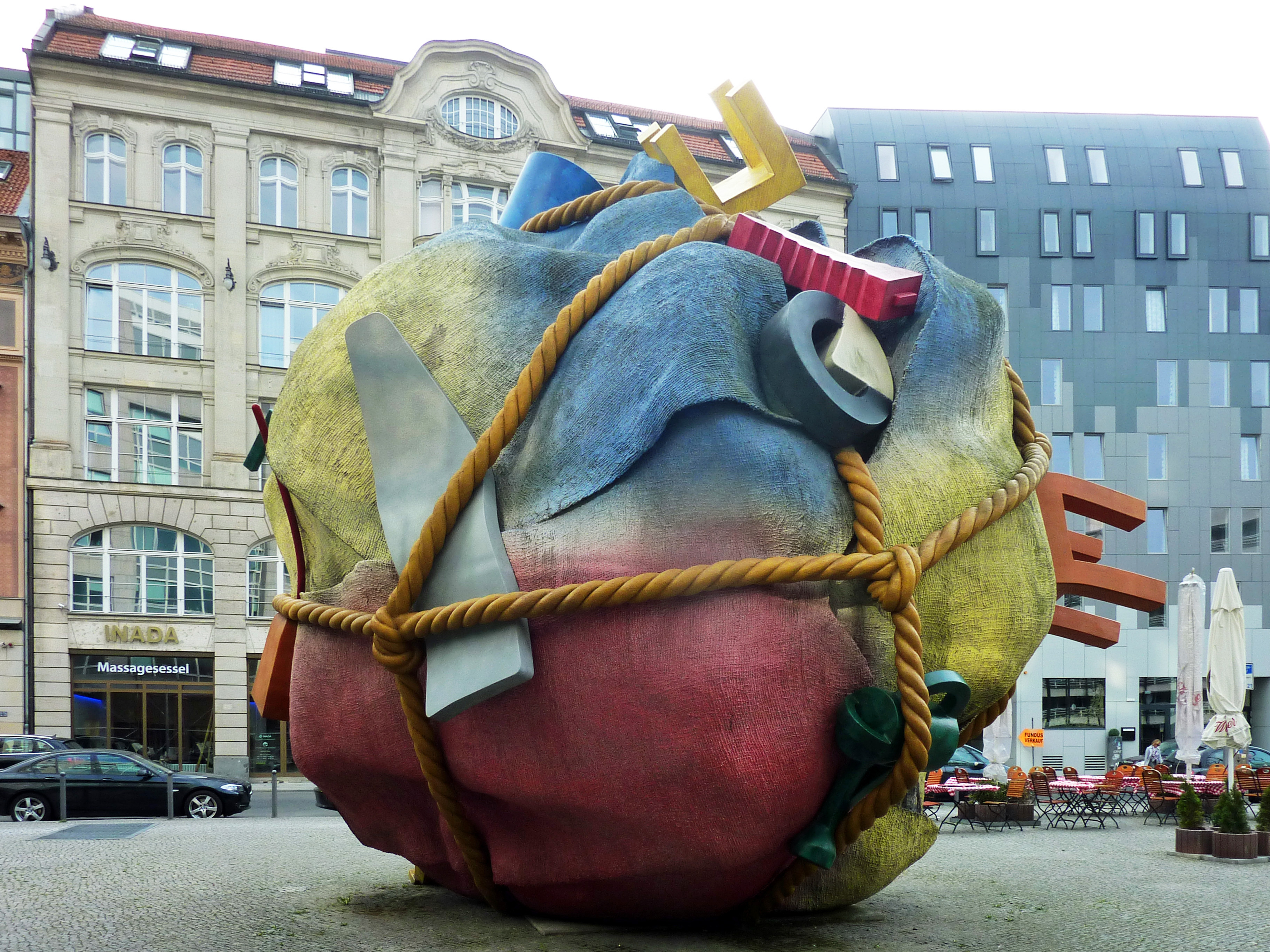
Houseball, Berlin

## Skulpturen in Europa
- Pool Balls (1977), Münster
- Spitzhacke (1982), Kassel
- Gartenschlauch (1983), Freiburg im Breisgau
- Screwarch (1983), Rotterdam
- Cross section of a Toothbrush with Paste, in a Cup, on a Sink: Portrait of Coosje's Thinking (1983), Krefeld
- Balancing Tools (1984), Weil am Rhein
- Knife Ship I (1985), Bilbao
- Bicyclette Ensevelie (1990) Parc de la Villette, Paris
- Mistos (1992), Barcelona
- Bottle of Notes (1993), Middlesbrough
- Inverted Collar and Tie (1994), Frankfurt am Main
- Houseball (1996), Berlin
- Lion's Tail (1999), Venedig
- Ago, Filo e Nodo (2000), Mailand
- Flying Pins (2000), Eindhoven
- Dropped Cone (2001), Köln